# Getap, Vayots Dzor
Getap là một đô thị thuộc tỉnh Vayots Dzor, Armenia. Dân số ước tính năm 2011 là 2385 người.